# Saint-Martin-d’Ary
Saint-Martin-d’Ary település Franciaországban, Charente-Maritime megyében. Lakosainak száma 471 fő (2022. január 1.). Saint-Martin-d’Ary Clérac, Montguyon, Neuvicq és Orignolles községekkel határos.

## Népesség
A település népessége az elmúlt években az alábbi módon változott:
| Lakosok száma | 466  | 443  | 483  | 499  | 472  | 477  | 473  | 467  | 469  | 471  |
|               | 1968 | 1982 | 1990 | 2006 | 2013 | 2015 | 2017 | 2019 | 2020 | 2022 |